# Horwood Lake
Horwood Lake är en sjö i Kanada.   Den ligger i distriktet Sudbury och provinsen Ontario, i den sydöstra delen av landet, 600 km nordväst om huvudstaden Ottawa. Horwood Lake ligger 328 meter över havet.
I omgivningarna runt Horwood Lake växer i huvudsak blandskog. Trakten runt Horwood Lake är nära nog obefolkad, med mindre än två invånare per kvadratkilometer.